# Quanto è difficile essere teenager!
Quanto è difficile essere teenager! (Confessions of a Teenage Drama Queen) è un film del 2004 diretto da Sara Sugarman e interpretato da Lindsay Lohan.
Il film è uscito negli Stati Uniti d'America il 20 febbraio 2004 e in Italia il 9 luglio 2004. Nel film per la recita scolastica viene messa in scena la commedia fittizia Eliza Rocks, che è in realtà ispirata alla commedia teatrale Pigmalione di George Bernard Shaw.

## Trama
Lola è un'adolescente newyorkese, aspirante modella, attrice e fan di Stu Woff, un cantante rock.
I genitori di Lola divorziano e lei viene affidata alla madre, la quale decide di trasferirsi a Dellwood, New Jersey. Dopo il trasloco Lola vede infranti i propri sogni di celebrità, ma prima di deprimersi totalmente, scopre che il gruppo musicale di Stu Woff si è sciolto e per dare l'ultimo saluto terrà un concerto a New York.
Lola vuole a tutti i costi vedere e conoscere il suo idolo e proverà a farlo in tutti i modi; sarà difficile viste le disgrazie che le capiteranno.

## Riconoscimenti
- 2004 - Teen Choice Awards
  - Miglior interpretazione femminile a Lindsay Lohan